# Koninkrijk Chokwe
Het Koninkrijk Chokwe was een prekoloniaal koninkrijk in het Kongogebied, dat zich ontwikkelde vanuit een van de twaalf clans van het Lunda-rijk in de 17e en 18e eeuw. De Chokwe vestigden hun dominantie in het gebied dat tegenwoordig delen van Angola, de Democratische Republiek Congo en Zambia omvat.

## Geschiedenis

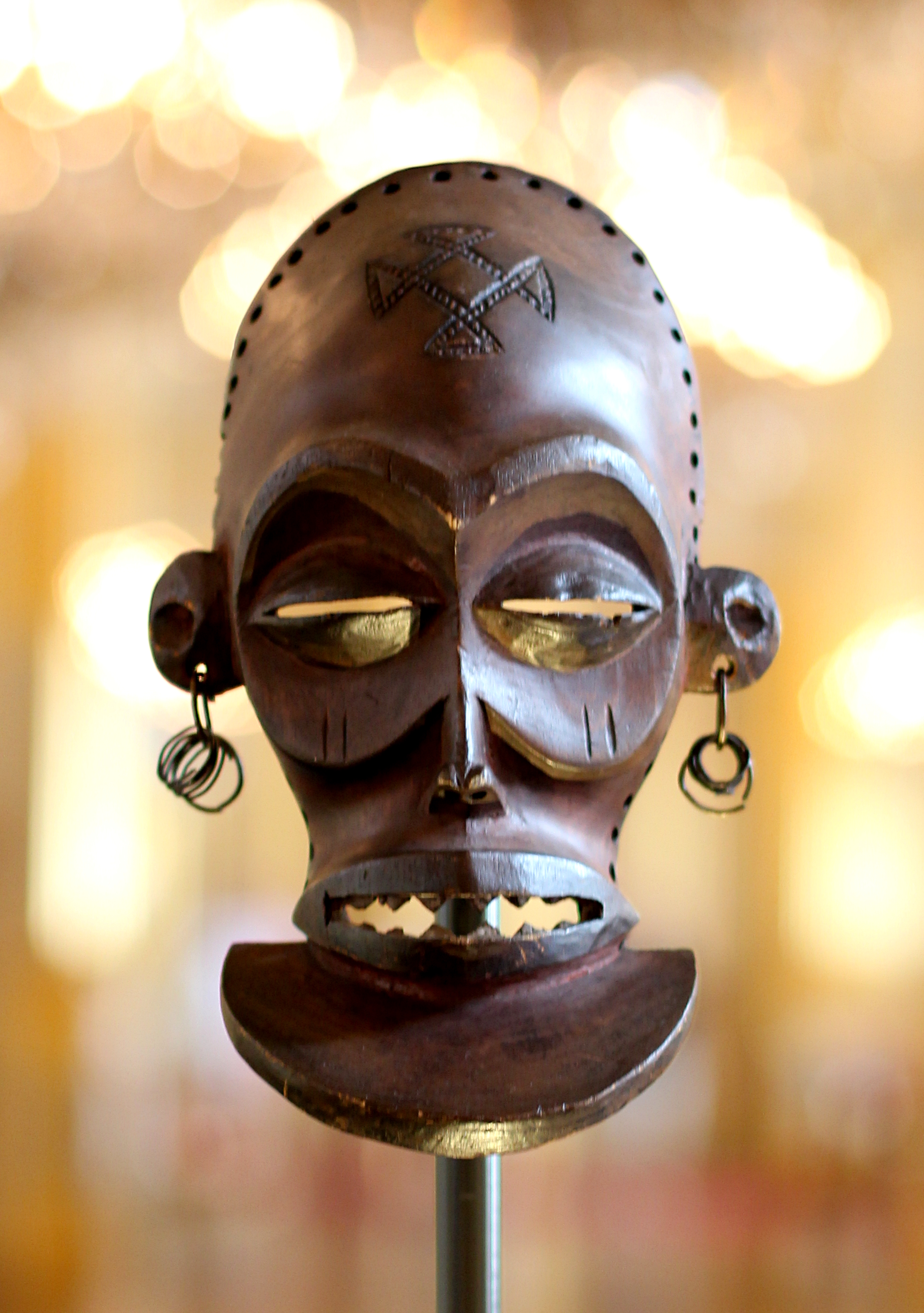
Chokwe masker

Oorspronkelijk fungeerden de Chokwe als loyale onderdanen en krijgers in dienst van de Lunda-edelen. Na een reeks interne conflicten en onenigheid over tribuutbetalingen aan de heersende koning, scheidden de Chokwe zich af van het Lunda-rijk. Dankzij hun succesvolle handelsactiviteiten — waaronder ivoor, rubber en bijenwas — verwierven ze aanzienlijke rijkdom ten opzichte van andere naburige stammen. Tegen het jaar 1900 waren de Chokwe zo machtig geworden dat zij erin slaagden het Lunda-rijk (ook bekend als Mwata Yanvo) volledig omver te werpen. Dit betekende een keerpunt in de regionale machtsverhoudingen: de Chokwe-taal en hun sociaal-politieke invloed gingen overheersen in noordoostelijk Angola en onder de elf andere stammen die ooit deel uitmaakten van het Lunda-rijk.

### Koloniale invloeden
Gedurende de koloniale periode van de 19e en 20e eeuw werden de Chokwe geconfronteerd met invloeden van zowel Europese machten vanuit het westen als Arabisch-Swahilische slavenhandelaars vanuit het oosten. Als reactie hierop organiseerden de Chokwe militaire tegenaanvallen, waarbij zij hun grondgebied wisten uit te breiden tot delen van Noord-Angola, Congo en West-Zambia.
Pas in de jaren 1830 kwamen de Portugezen voor het eerst in betekenisvol contact met de Chokwe. In die periode begonnen de Chokwe actief te handelen met de Portugezen, vooral in rubber, ivoor en bijenwas. Deze relatie zou echter geleidelijk omslaan: de Portugese koloniale ambities leidden uiteindelijk tot de onderdrukking van de Chokwe-dominantie in het gebied. De toenemende frustratie onder de Chokwe leidde tot gewelddadige opstanden. In 1961 brak er een oorlog uit in Angola tegen de Portugese overheersing, die pas eindigde in 1975 met de onafhankelijkheid van het land. Daarna volgde een langdurige en complexe burgeroorlog tussen de diverse Angolese gemeenschappen, die pas decennia later tot rust kwam.

### Slavernij en handel
Net als vele andere Afrikaanse volkeren waren de Chokwe diep betrokken bij het slavernijsysteem van de 18e en 19e eeuw. Hun rol hierin was complex: sommige Chokwe werden zelf tot slaaf gemaakt, terwijl anderen zich juist toelegden op de aankoop en exploitatie van slaven uit binnen- en buitenland. Gewapend door hun samenwerking met de Lunda-edelen en later zelfstandig, gebruikten zij deze macht om andere stammen aan te vallen en tot slaaf te maken. Deze slaven werden vervolgens ingezet op plantages of doorverkocht via de Portugese en Arabisch-Swahilische handelsnetwerken.
In het bijzonder in de regio's rond de bovenloop van de Zambezirivier en de Kasaï, waren de Chokwe zowel slachtoffer van als deelnemer aan slavenraids. In samenwerking met Portugese kolonialen lieten ze mannelijke slaven doorvoeren naar de westkust, terwijl vrouwen vaak werden gehouden in polygame huishoudens, wat bijdroeg aan de bevolkingsgroei van de Chokwe-gemeenschappen. Ondanks het formele verbod op slavernij in Europa en de Verenigde Staten, bleef de praktijk bestaan in geheime netwerken, onder andere ten behoeve van plantages in Zuid-Amerika en het Caribisch gebied.
Bovendien speelden de Chokwe een actieve rol in het verzamelen van ivoor, waarbij zij soms slaven gebruikten om naburige dorpen te plunderen of zich te verdedigen tegen andere roofzuchtige groepen. Volgens Europese reizigers uit het begin van de 20e eeuw bestond een groot deel van de vrouwelijke bevolking in Chokwe-dorpen uit slaven, wat opnieuw de diepe verstrengeling van het koninkrijk met het slavernijsysteem illustreert.